# Südamerikaspiele 1998/Teilnehmer (Uruguay)
| Gelbes Symbol für Goldmedaillen mit stilisierten Olympischen Ringen | Graues Symbol für Silbermedaillen mit stilisierten Olympischen Ringen | Braundes Symbol für Bronzemedaillen mit stilisierten Olympischen Ringen |
| ------------------------------------------------------------------- | --------------------------------------------------------------------- | ----------------------------------------------------------------------- |
| 2                                                                   | 7                                                                     | 16                                                                      |

Uruguay nahm an den VI. Südamerikaspielen 1998 in Cuenca, Ecuador, mit einer Delegation von 78 Sportlern teil. 
Die uruguayischen Sportler gewannen im Verlauf der Spiele insgesamt 25 Medaillen, davon 2 Goldene, 7 Silberne sowie 16 Bronzene.

## Teilnehmer nach Sportarten

### Bowling
- Luis Benasús
- Roberto Barañano
Einzel: 3. Platz (Bronze) / 1292 Punkte
- Héctor Lema
- Juan Dellepiane
- William Rodríguez

### Eislauf
- Germán Alvez
Figuren: 3. Platz (Bronze)
Paarlauf (Pareja Combinada): 2. Platz (Silber)
- Katia Bruno
- Karina Rocha
Paarlauf (Pareja Combinada): 2. Platz (Silber)
- Ana Claudia Ibarra
Figuren: 3. Platz (Bronze)
Frei: 2. Platz (Silber)
Kombination: 2. Platz (Silber)

### Fechten
- Pablo Odella
- Victoria Díaz
Degen-Einzel: (Bronze) / (4. Platz)
- Gabriel Nardone
- Florencia Navatta
- Daniel Olivera
- Verónica Calcagno

### Hallenfußball
- Javier Piriz
- Carlos Clavero
- Pablo De Pallejas
- Guillermo Martínez
- Martín Pérez
- Pedro Rodríguez
- Gustavo Silva
- Walter Skurko
- Nicolás Moliterno
- Juan Falco
- Walter Ricarte
- Gonzalo García

### Gewichtheben
- Edward Silva
- Julio Cejas
- Tamas Feher

### Judo
- Álvaro Paseyro
bis 81 kg: 2. Platz (Silber)
- Milton Terra
- Pablo Mato
- Héctor Mesa
- Leandro Vaz

### Kanu
- Claudio Pimienta
K4 200 Meter: 3. Platz (Bronze) / 33,06
K4 500 Meter: 3. Platz (Bronze) / 01.30.12
- Edmundo Conde
K2 200 Meter: 3. Platz (Bronze) / 37,62
K4 200 Meter: 3. Platz (Bronze) / 33,06
K4 500 Meter: 3. Platz (Bronze) / 01.30.12
- Darwin Correa
- Marcelo D’Ambrosio
K1 200 Meter: 3. Platz (Bronze) / 40,28
K1 500 Meter: 3. Platz (Bronze) / 01.48.61
K1 1000 Meter: 3. Platz (Bronze) / 3:44.34
K2 200 Meter: 3. Platz (Bronze) / 37,62
K4 200 Meter: 3. Platz (Bronze) / 33,06
K4 500 Meter: 3. Platz (Bronze) / 01.30.12
- Pelayo Soria
K4 200 Meter: 3. Platz (Bronze) / 33,06
K4 500 Meter: 3. Platz (Bronze) / 01.30.12

### Karate
- Manuel Costa (auch als Leonardo Costa bezeichnet)
Kumite +80 kg: 3. Platz (Bronze)
Kumite Libre: 3. Platz (Bronze)
- Paola Loitey
Kumite –53 kg: 1. Platz (Gold)
Kata/ Einzel: 3. Platz (Bronze)
- Diego Vallespir
- Pablo Layerla
Kumite –80 kg: 3. Platz (Bronze)

### Leichtathletik
- Néstor García
- Deborah Gyurcsek
Stabhochsprung: 2. Platz (Silber) / 4,00 Meter
- Heber Viera
200 Meter: 2. Platz (Silber) / 21,00 Sekunden
- Mónica Falcioni
Weitsprung: 1. Platz (Gold) / 6,47 Meter
Dreisprung: 2. Platz (Silber) / 13,55 Meter

### Radsport
- Luis Martínez
- Milton Wynants
- Gustavo Figueredo
- Jorge Bravo
- Milton Castrillón
- Oscar Díaz
- Raúl Martínez

### Ringen
- William Fernández
- Bruno Mora
- Sebastián Manito

### Schießen
- Luis Méndez
- Eduardo Pin
- Roberto Fandiño

### Schwimmen
- Diego Gallo
- Claudia Campiño

### Segeln
- Alejandro Foglia
- Adolfo Carrau

### Rhythmische Sportgymnastik
- Daniela Zipitria
- Valeria Presa
- Miryam Alonso
- Carina Garbarino

### Taekwondo
- José Wilkins

### Tennis
- Cecilia Guillenea
Mannschaft (Copa Naciones): 3. Platz (Bronze)
Doppel: 3. Platz (Bronze)
- Daniela Peyrot
Mannschaft (Copa Naciones): 3. Platz (Bronze)
Doppel: 3. Platz (Bronze)

### Tischtennis
- Fernando Bentancurt

### Turnen
- Rossina Castelli
- Analía Fernández
- María del Carmen Laurino
- Alexandra Blanco
- Gabriela Amaya